# Cù đèn Phú Quốc
Cù đèn Phú Quốc (danh pháp khoa học Croton phuquocensis) là một loài thực vật có hoa trong họ Đại kích. Loài này được Croizat mô tả khoa học đầu tiên năm 1942.